# Lepidoteuthis grimaldii
Lepidoteuthis grimaldii es una especie de molusco perteneciente a la familia Lepidoteuthidae. Carece de tentáculos y de escamas en su manto. Rara vez es posible su captura. De esta especie hay poco conocimiento disponible sobre su constitución biológica. La especie fue descrita científicamente en el año 1895 por Louis Joubin. Se trata de una especie presente en territorio portugués, incluyendo su zona económica exclusiva.

## Galería de imágenes

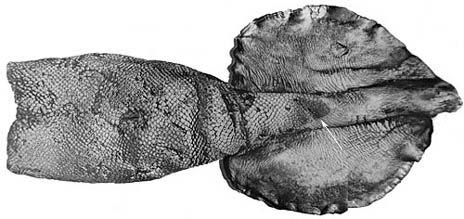
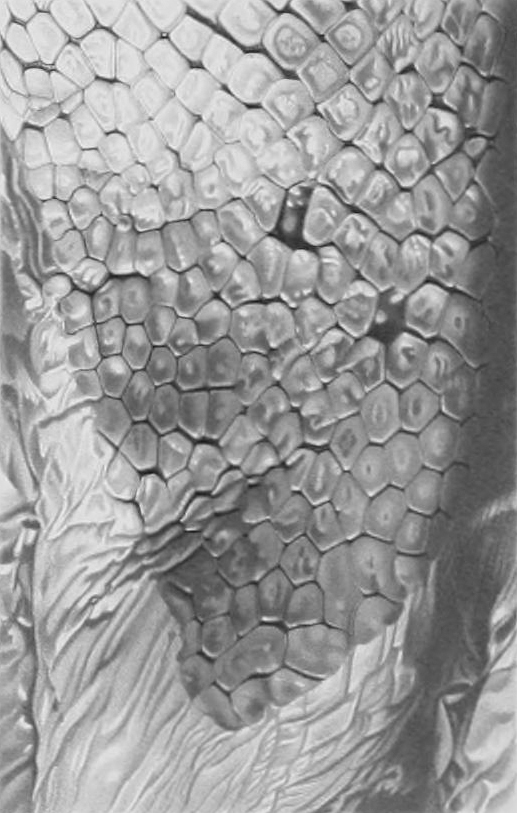
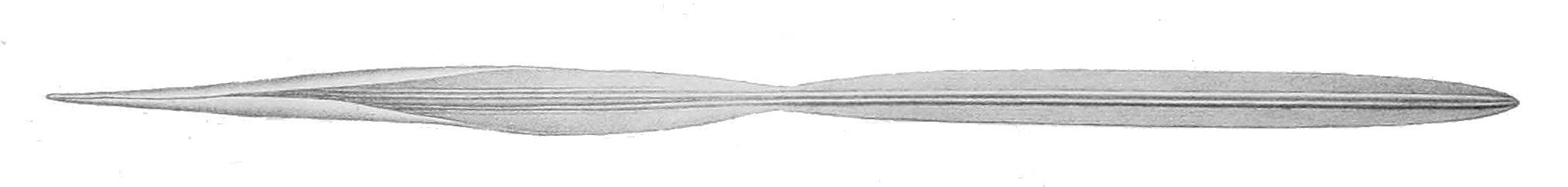